# فولتا كاتالونيا 2010
فولتا كاتالونيا 2010 هو أحد سباقات طواف العالم للدراجات 2010 أقيم بتاريخ 22 – 28 مارس، تكون السباق من 7 مراحل وامتدّ لمسافة 1042 كم بسرعة 41.239 كم/س، استغرق السباق 25 ساعة 16 دقيقة 03 ثانية. فاز به الإسباني خواكيم رودريغيث.

## الترتيب
| م                     | الدرّاج          | البلد   | الزمن                     |
| --------------------- | --------------- | ------- | ------------------------- |
| الفائز بالترتيب العام | خواكيم رودريغيث | إسبانيا | 25 ساعة 16 دقيقة 03 ثانية |
| الثاني                | كزافييه توندو   | إسبانيا |                           |
| الثالث                | رين تاراما      | إستونيا |                           |